# Gaëtan Bouvier
Pour les articles homonymes, voir Bouvier.
Gaëtan Bouvier, né le 15 août 1984 à Thodure (Isère), est un sommelier français. Il devient en 2016 meilleur sommelier de France et obtient en 2022 le titre de meilleur ouvrier de France dans sa spécialité.

## Biographie

### Origine et formation
Gaëtan Bouvier est originaire de Thodure, près de La Côte-Saint-André en Isère. Il naît en 1984 d'un père agriculteur producteur de fromages fermiers et d'une mère professeure des écoles.
Gaëtan Bouvier commence sa formation avec l'obtention du Brevet de Technicien Hôtelier en 2003 à l'école hôtelière Lesdiguières de Grenoble, avant de décrocher un BTS en Hôtellerie Restauration option cuisine en 2005. Gaëtan Bouvier commence à travailler derrière les fourneaux jusqu'à ce qu'un chef alsacien lui fasse découvrir le monde du vin, pour lequel il va développer une passion. Il poursuit alors ses études en se spécialisant avec une mention complémentaire sommellerie en 2006.

### Carrière
Gaëtan Bouvier commence sa carrière en 2004 en qualité de commis sommelier au Bodysgallen Hall (en) au Pays de Galles, où il découvre l'univers de la sommellerie. En 2005, il devient chef de partie au restaurant La Palette à Wettolsheim en Alsace, puis commis sommelier en 2006 au Fresques Royal du palace le Royal Evian Resort, et intègre en 2007 l'hôtel 5 étoiles Majestic Barrière à Cannes en tant que sommelier au restaurant La Villa des Lys.
Gaëtan Bouvier est promu, au mois de décembre 2008, chef sommelier à La Villa Florentine à Lyon où il restera durant 10 ans. Il se lance, par la suite, dans la formation de jeunes talents en travaillant en tant que professeur au Lycée hôtelier Lesdiguières. En 2019, il devient le chef sommelier du restaurant Saisons, l'une des deux enseignes de l'Institut Lyfe à Écully, aux côtés du chef Davy Tissot et ensuite de 2020 à 2023 aux côtés du chef Florian Pansin. Depuis fin 2023, Gaëtan Bouvier a quitté les rangs du restaurant Saisons pour se consacrer à la création d'un programme bachelor, au sein de l'institut Lyfe, dédié aux vins et boissons[réf. nécessaire].

### Concours et récompenses
En 2013, il est nommé "Meilleur Sommelier – Rhône Alpes" par le guide Gault et Millau. En septembre 2015, il est l'un des 4 finalistes du concours Master of Port. Puis il est sacré sommelier de l'année lors des Trophées de la gastronomie et des vins. En 2016, il remporte le 29e concours du Meilleur sommelier de France. Il figure à nouveau parmi les finalistes du concours Master of Port de 2017.
En 2019, à Paris, il est sélectionné par l'Organisation internationale de la vigne et du vin et est nommé sommelier expert en vins de Porto, en remportant le 18e Master of Port.
Il décroche le titre de meilleur ouvrier de France en sommellerie en 2022.